# ¡Hay motivo!
¡Hay motivo! ist ein im März 2004 uraufgeführter Dokumentarfilm in Spielfilmlänge, der aus einer Serie von 32 etwa dreiminütigen Kurzfilmen sowie einem Epilog besteht. Jeder der Filme wurde eigenständig von einem Regisseur konzipiert und gedreht. Das verbindende Thema ist die Kritik unterschiedlicher Aspekte der politischen und sozialen Wirklichkeit Spaniens während der Regierung der Partido Popular in der Legislaturperiode von 2000 bis 2004.
Einer der Anlässe zur Realisation des Projektes war wahrscheinlich die gemeinsame Erklärung von Schauspielern und Regisseuren während der Preisverleihung zum Goya 2003, in der sie diese zu einer Anklage gegen den Irakkrieg umgestalteten. 

## Die Kurzfilme
1. Libre, Joaquín Oristrell
2. El plan hidrológico, Pere Portabella
3. La pesadilla, Álvaro del Amo
4. Cerrar los ojos, David Trueba
5. ¿Dónde Vivimos?, Gracia Querejeta
6. La insoportable levedad del carrito de la compra, Isabel Coixet
7. Soledad, José Ángel Rebolledo
8. Adopción, Sigfrid Monleón
9. Por tu propio bien, Icíar Bollaín
10. Adolescentes, Chus Gutiérrez
11. El club de las mujeres muertas, Víctor Manuel
12. Se vende colegio, Pedro Olea
13. Catequesis, Yolanda García Serrano
14. Las barranquillas, Víctor García León
15. Madrid, mon amour, Ana Díez und Bernardo Belzunegui
16. Por el mar corre la liebre, José Luis Cuerda
17. Armas de destrucción mediática, Miguel Ángel Díez
18. Manipulación, Imanol Uribe
19. Mis treinta euros, Fernando Colomo
20. Doble moral, Juan Diego Botto
21. Verja, Alfonso Ungría
22. Español para extranjeros, José Luis García Sánchez
23. ¿Legalidad?, Daniel Cebrián
24. Muertos de segunda, El Gran Wyoming
25. Yak-42, Manuel Gómez Pereira
26. La pelota vasca (Ausschnitte), Julio Medem
27. Kontrastasum (Verse von Gabriel Celaya), Mireia Lluch
28. Cena de capitanes, Pere Joan Ventura
29. Mayday, Manuel Rivas
30. Técnicas para un golpe de estado, Vicente Aranda
31. El pasado que te espera, Mariano Barroso
32. La mosca cojonera, Antonio Betancor
33. Epílogo, Diego Galán

## Auszeichnungen
- ¡Hay motivo! wurde 2005 für den Goya für den besten Dokumentarfilm nominiert. Von den Premis Turia erhielt er 2004 einen Spezial Award.